# Exile (блогер)
Илья́ Алекса́ндрович Яцке́вич (род. 2 июля 1998, Калининград), более известный как Exile (читается как «Экса́йл»), — российский блогер, музыкант и стример. Лауреат рейтинга Forbes «30 до 30» от 2023 года в категории «Новые медиа».

## Ранние годы
Илья Александрович Яцкевич родился 2 июля 1998 года в Калининграде. Отец — бизнесмен. Учился в школе с физико-математическим уклоном и занимался каратэ. Планировал пойти по стопам отца, однако, после того как в 2014 году побывал на концерте диджея Мартина Гаррикса, понял, что хочет заниматься музыкой. После этого отец купил ему диджейский пульт и Илья начал развиваться в этом направлении.
В 2016 году уехал учиться в Тампу, США, по направлению экономики, однако проучился там не больше двух лет. Вместо этого он ходил на вечеринки, подрабатывал диджеем и окончательно понял, что не хочет связывать жизнь с экономикой, финансами и бизнесом. Когда учебный год закончился, Илья перебрался обратно в Россию и начал работать над своей музыкальной карьерой.

## Карьера
27 января 2016 года он создал на YouTube канал под названием ExileShow, где начал выкладывать свои треки.
Первую известность получил благодаря видеоблоггеру Олегу Лобацевичу, известному как «Coffi» — Илья наложил его аудиосообщение на бит, сделав из этого трек. Олег лайкнул этот трек на YouTube, после чего он стал появляться в рекомендациях у подписчиков Coffi — таким образом о видеоролике узнала новая аудитория. Вдохновлённый успехом, Exile продолжил делать похожие ролики.
Постепенно Илья расширял тематику блога, начиная публиковать видео о создании музыки, а также проводил мастер-классы. Позже начал стримить летсплеи и участвовать в челленджах, благодаря чему познакомился с Вячеславом «Бустером» Леонтьевым, который привёл его на Twitch.
В 2022 году Бустер совместно с Exile провел прямой эфир на Twitch, на котором они играли в «Что? Где? Когда?». Среди участников помимо Ильи и Вячеслава были Алексей «Koreshzy» Деревяшкин, Александр «Paradeev1ch» Парадеев, Влад «Kuertov» Куертов, Константин «PlohoyParen» Смоляр и Александр «Frame Tamer» Ермолаев. Стримеры познакомились и начали общение, после чего в январе 2022 года сформировали объединение «Хазяева» и начали публиковать совместные развлекательные видеоролики на канале Яцкевича.

## Дискография
По информации из Spotify и «ВКонтакте».

### Мини-альбомы
- Enough (2020)

### Синглы
- «Coming Home» (2018)
- «Mello» (2018)
- «Million Voices» (2019)
- «Fly (Fr13nd Remix)» (2020)
- «Hear Me Now» (2020)
- «MiMiMaMaMu» (2023)

## Награды и номинации
| Год  | Издание | Рейтинг    | Номинация     | Результат | П.    |
| ---- | ------- | ---------- | ------------- | --------- | ----- |
| 2023 | Forbes  | «30 до 30» | «Новые медиа» | Номинация | [ 3 ] |